# Ampuriabrava
Ampuriabrava (en catalán y oficialmente Empuriabrava) es una entidad de población del municipio de Castellón de Ampurias, en la comarca del Alto Ampurdán, provincia de Gerona (España). Está situada en pleno golfo de Rosas, rodeada por el parque natural de las Marismas del Ampurdán, y constituye la marina residencial más importante de Europa, con unos 24 km de canales navegables. Contaba con una población censada de 6915 habitantes en 2019 (INE).

## Geografía física
El núcleo se encuentra en el golfo de Rosas, rodeado por el parque natural de las Marismas del Ampurdán, entre los municipios de Rosas y San Pedro Pescador. Dispone de una playa de 1,5 km de largo que se extiende desde el límite con Rosas hasta la desembocadura del río Muga, al sur de la urbanización.[cita requerida]

## Historia
Antes de la edificación del núcleo de Ampuriabrava, los terrenos formaban parte de los pantanos ampurdaneses, figura geográfica sin ningún tipo de protección legal. En estas tierras, muy aptas para el cultivo de arroz, existían 5 grandes masías: Llebrer, Modaguer, Moixó, Vell y Torre Ribota, todas en manos de grandes propietarios y en zona de pastura. La parte costera, denominada Tribanes, estaba dividida en pequeñas propiedades que habían surgido de la desamortización, a finales del siglo XIX.
Los primeros intentos urbanizadores surgen en 1964 de la mano del marqués de Sant Morí junto con los empresarios Miquel Arpa i Batlle y su cuñado Fernando Vilallonga i Rossell. El proyecto, que se presentó en 1965 ante el ayuntamiento, fue muy criticado por los propietarios agrícolas. No obstante, en 1967 comienzan a construirse los primeros canales y viviendas, según el modelo de la marina residencial de alto nivel. Ésta estaba inspirada, sobre todo, en otros proyectos similares surgidos en Florida y que a su vez pretendían imitar el ideal romántico de la Venecia clásica. En Europa, por ejemplo, ya se había proyectado la marina de Port Grimaud en la Costa Azul con un modelo similar. Las ventas de las propiedades de Ampuriabrava fueron un éxito, sobre todo en Alemania. Así pues, en 1975 se inició la segunda fase que incluía una extensión de 600 ha que finalmente no se completó por el crecimiento de la conciencia conservacionista unido a la crisis económica mundial.
La campaña de movilización ecologista incluyó manifestaciones y llamadas solidarias para preservar el territorio y a raíz de estos movimientos surgió la protección definitiva de los pantanos por parte de la Generalidad de Cataluña, creando el parque natural de los Marismas del Ampurdán en 1983. Finalmente, los gestores privados de la marina pasaron a ser públicos, vía municipal, desde la década de 1980. Este cambio consolidó el modelo residencial de Ampuriabrava, aumentando y mejorando las infraestructuras y llevando a cabo las iniciativas necesarias para una población más estable y menos estacional.

## Demografía
En Ampuriabrava residen 8.001 habitantes de los 12.111 del municipio de Castellón de Ampurias (INE 2009) y se calcula que en los meses estivales la población asciende alrededor de los 75.000 habitantes.
| Evolución demográfica de los núcleos de Castellón de Ampurias (C) y Ampuriabrava (E) |
| ------------------------------------------------------------------------------------ |
|                                                                                      |
| Fuente: Instituto Nacional de Estadística - Elaboración gráfica para Wikipedia       |

## Política
Ampuriabrava depende del ayuntamiento de Castellón de Ampurias en consideración de unidad poblacional. No obstante, dada la importante población del núcleo, existe un proyecto para la creación de un nuevo partido político, de carácter transversal, para potenciar los intereses de Ampuriabrava y sus demandas concretas.

## Economía

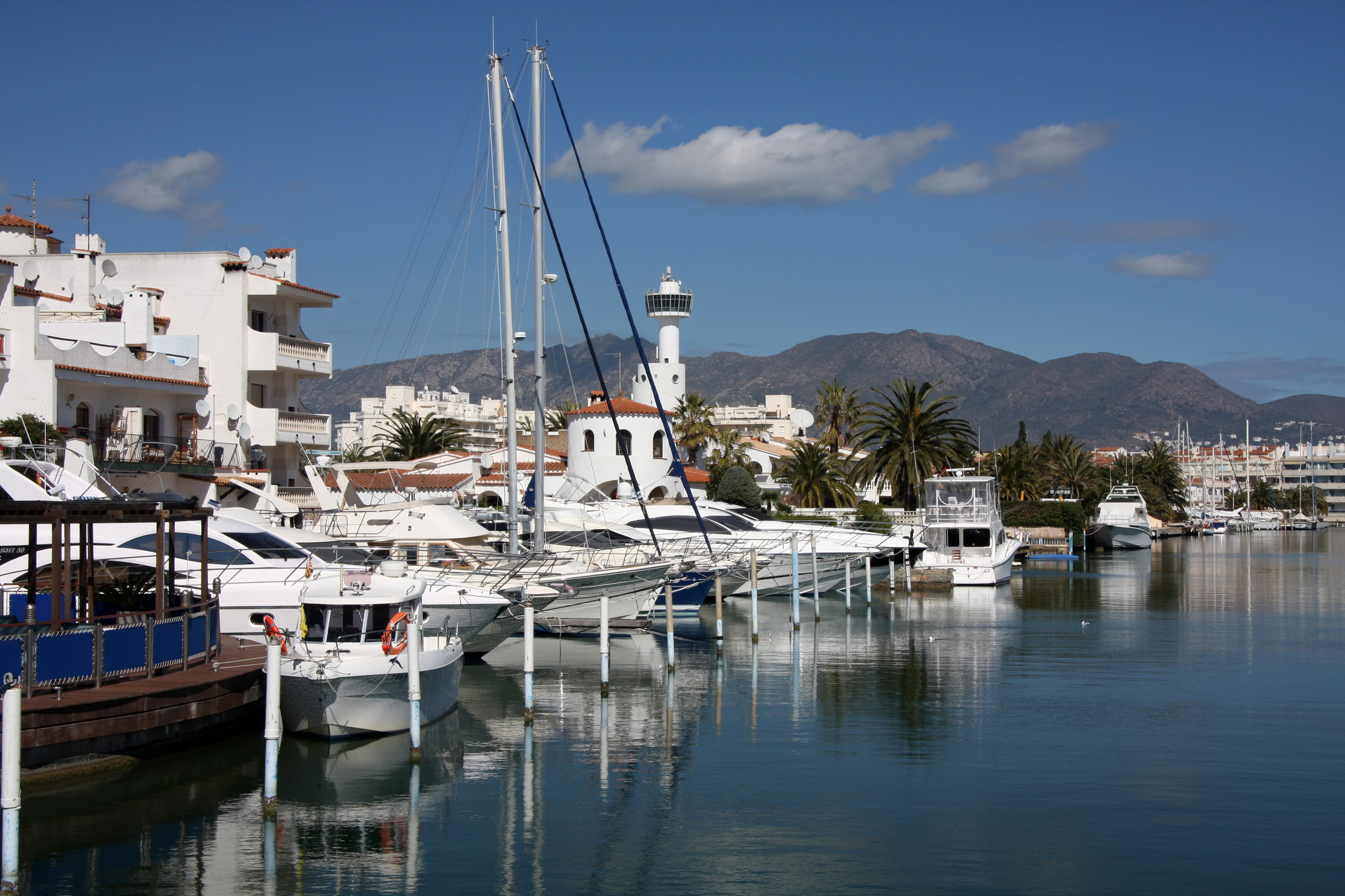
Vista de uno de los canales.

Se trata de un destino turístico de primer orden en Europa, destacando el turismo alemán, holandés, francés y ruso, en ese orden. Aparte de la marina y el puerto deportivo, el aeródromo privado deportivo de Skydive Empuriabrava y el túnel del viento Windoor, la urbanización cuenta con un tejido comercial muy sólido establecido en su mayor parte en la zona de Els Arcs, mientras las grandes superficies y buena parte de los establecimientos de ocio nocturno se encuentran en la zona norte cerca de la carretera C-68.

## Servicios públicos
Ampuriabrava cuenta con un colegio de Educación Primaria y un Instituto de Educación Secundaria, también cuenta con una biblioteca, perteneciente a Castellón de Ampurias, un mercado de ropa y alimentos frescos.

## Transportes
Carretera
La principal vía de comunicación es la carretera C-68 que comunica con Figueras (a 18 km) y en esta ciudad con la carretera N-II y la autopista AP-7. Una línea regular de autobuses comunica la urbanización con los municipios cercanos.
Mar
La urbanización, al ser una marina, constituye en sí un puerto deportivo con unos 5000 embarcaderos privados. La propiedad y legalización de los mismos está sufriendo a lo largo de 2010 un proceso de negociación de arbritraje legal complejo y laborioso, dadas la Ley de Costas y la reglamentación europea, que afectará sobre todo a aquellos que alquilan o ceden los embarcaderos, más que a quienes los poseen en propiedad.
Aire
El Aeródromo de Ampuriabrava (OACI: LEAP), de propiedad privada, tiene como actividad principal el paracaidismo, siendo en esta actividad uno de los centros más importantes del mundo en número de saltos (unos 125.000 saltos al año).